# Carphodactylus laevis
Carphodactylus laevis är en ödleart som beskrevs av  Günther 1897. Carphodactylus laevis ingår i släktet Carphodactylus och familjen geckoödlor. Inga underarter finns listade.

## Beskrivning
Arten är en slank ödla med små fjäll och långa, smala ben. Ovansidan är djupbrun med små, bruna och svarta fläckar på ryggen. Nosen är ljusare på sidor och nosspets, men mörkare på hjässan. På varje sida går ett brett, mörkt band från nosspetsen till ögat, och ett smalt svart streck löper ovanför trumhinnan. Buksidan är mycket ljust purpur med mörkare gråbruna fläckar. Svensen är brun till svart med fyra till fem diagonala, smala, vita band. Om svansen förloras blir den nya svansen gråspräckligare i färgen, utan någon bandad teckning. Kroppslängden är omkring 13 cm från nosspets till kloak.

## Utbredning
Ödlan finns enbart i nordöstra Queensland i Australien.

## Ekologi
Carphodactylus laevis är en höglandsart som lever på höjder upp till 1 400 m. Den kan gå så lågt ner som 400 m, men börjar först bli vanlig kring 800 m.
Habitatet utgörs av regnskogar. Ödlan är nattaktiv, då den jagar på marken och i undervegetationen. På dagen håller den sig dold bland vissna löv. Arten är äggläggande, och lägger i snitt två ågg per kull.
IUCN klassificerar arten som livskraftig (LC), och listar inga egentliga hot för arten.